# چقر متی
چقر متی (به انگلیسی: Chaghar Matti) یک روستا در پاکستان است که در ناحیه پیشاور واقع شده‌است.